# Bol kalkschaaltje
Het bol kalkschaaltje (Diderma globosum) is een soort van slijmzwam in de familie Didymiaceae. Hij leeft saprotroof op kruidachtige plantendelen. Het komt voor in loofbossen.

## Kenmerken

### Uiterlijke kenmerken
De vruchtlichamen zijn meestal halfbolvormig, soms een beetje afgeplat door onderlinge druk. Het peridium heeft twee lagen. De buitenste laag is broos, wit tot crème van kleur en bestaat uit kalkkorrels. De binnenste laag is dun, vliezig en heeft een parelmoerglans, vaak bedekt met kalkdeeltjes. Het scheurt onregelmatig bij drogen. Het capillitium is stralend vanuit de columella, bestaande uit draden die kleurloos tot lichtbruin zijn, vaak golvend of kronkelig en vertakt. De draden kunnen tot 3 µm dik zijn en vertonen soms korrelige insluitsels. Het hypothallus is dun en kleurloos of wit door verspreide kalkkorrels.

### Microscopische kenmerken
De sporen zijn zwartbruin in bulk en licht paarsbruin bij verlichting met ammoniakoplossing. De sporen zijn vaak wat onregelmatig, met een dunne wand en bedekt met donkere, wratachtige uitsteeksels. De grootte varieert tussen 9,5-11,0 µm in diameter.

## Verspreiding
Het bol kalkschaaltje komt voor in Europa en Noord-Amerika. In Nederland komt het zeldzaam voor. Het staat niet op de rode lijst en is niet bedreigd.